# 方広寺鐘銘事件

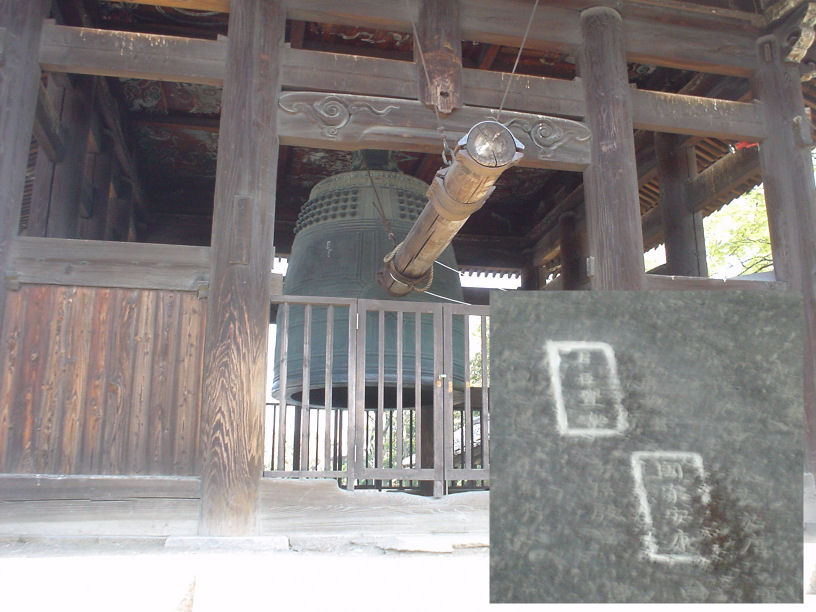
「国家安康」の梵鐘(重要文化財)とその銘文

方広寺鐘銘事件（ほうこうじしょうめいじけん）は、豊臣秀頼による方広寺大仏（京の大仏）・大仏殿再建に際して同寺に納める梵鐘の銘文を巡り生じた、大坂の陣の契機の一つとなった事件である。
なお、「方広寺」という寺号は江戸時代中期以降に自然発生的に生じたもので、江戸時代初期の文献には見られず、大仏を発願した豊臣秀吉も寺号を命名していない。当時は単に大仏（殿）、もしくは新大仏（殿）・京大仏（殿）・東山大仏（殿）・京東大仏（殿）・洛東大仏（殿）などと呼称されていた。しかし本稿では便宜的に、一般に定着している「方広寺」の寺号で記述する。上記の歴史的背景を踏まえて、「方広寺鐘銘事件」は「京都大仏鐘銘事件」と表記されることもある。

## 方広寺鐘銘事件の経緯

### 豊臣家と江戸幕府
豊臣秀吉死後の豊臣政権においては五大老の徳川家康が影響力を強め、慶長5年（1600年）に元五奉行の石田三成らが蜂起した関ヶ原の戦いで家康は東軍の指揮を執り三成ら西軍を撃破する。家康は戦後処理や論功行賞を主導するなど実権を握った。この際、豊臣家の蔵入地（いわゆる太閤直轄地）を東軍への恩賞という形で全国にあった220万石の内ほぼ4分の3を削減してしまった。これにより、
豊臣家の所領は摂津・河内・和泉の約65万石程度まで削がれた。慶長8年（1603年）2月12日、家康は伏見城で征夷大将軍に就任、江戸城を始め普請事業を行うなど、政権作りを始める。

### 方広寺鐘銘事件の発端

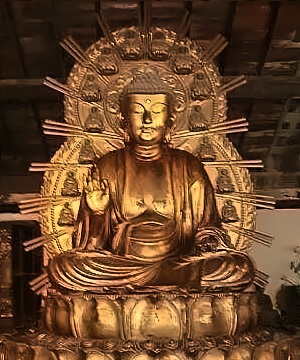
現在の方広寺本尊盧舎那仏座像。往時の大仏の1/10の大きさの模像と伝わる

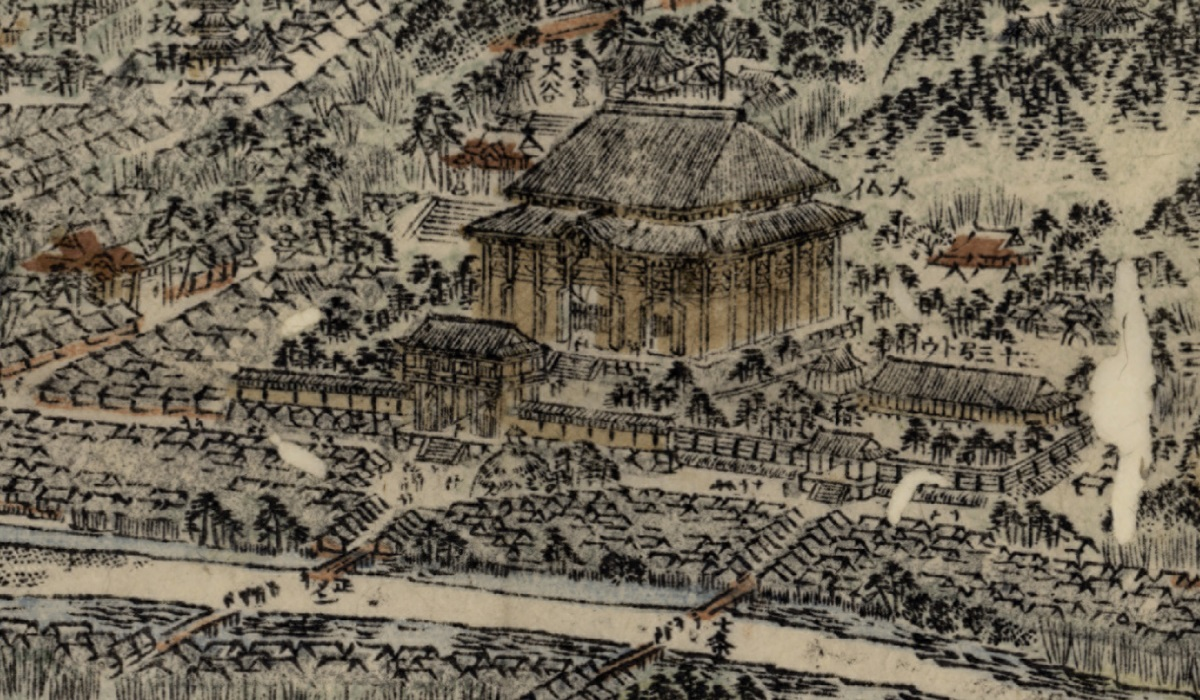
秀頼の造立した方広寺2代目大仏殿。かつては方広寺大仏殿が日本最大の木造建築であった。右隣に見えるのは三十三間堂。(「花洛一覧図」京都府立京都学・歴彩館デジタルアーカイブ 一部改変)

大坂の陣の契機となった方広寺鐘銘事件は、秀吉の発願した方広寺大仏（京の大仏）の再建にあたり発生したものだが、方広寺大仏・大仏殿が何故滅失していたかは以下の通りである。
秀吉は焼損した東大寺に代わる新たな大仏として、京都に大仏・大仏殿を造立した（京の大仏）。大仏は当初銅造で計画されていたが、工期短縮のため木造に変更した。「国土安全万民快楽」をスローガンに、刀狩で民衆から奪取した刀剣類を、木造の大仏造立のための釘・鎹（かすがい）に利用した。この大仏は一応完成したが、開眼供養前に文禄5年閏7月13日（1596年9月5日）の慶長伏見地震で大破し、その後秀吉の命令で破却された。大仏殿は地震での倒壊を免れたので、慶長2年（1597）には当時甲斐国にあった善光寺如来が、大仏に代わる新たな本尊とするため方広寺大仏殿に遷座させられ、大仏殿は「善光寺如来堂」と称されるようになった。その後秀吉は病に臥せるようになり、これは善光寺如来の祟りではないかと噂されたので、翌慶長3年には善光寺如来が本国（信濃善光寺）に還されたが、秀吉は死去した。方広寺は本尊がなくなってしまったので、秀吉没後の豊臣政権は、耐震性のある銅造で大仏の再建に取り掛かったが、慶長7年12月（1603年1月）に大仏鋳造中の失火で火災が発生し、大仏のみならず大仏殿も滅失してしまった。
豊臣氏は秀吉の死後、秀吉の追善供養として、戦乱で荒廃した多数の寺社に寄進を行い、伽藍・社殿の整備を図った（豊臣秀頼の寺社造立も参照）。主なもので東寺金堂・延暦寺横川中堂・熱田神宮・石清水八幡宮・北野天満宮・鞍馬寺毘沙門堂など、多数にのぼった。慶長12年（1607年）には、豊臣秀頼により、豊臣家家臣の片桐且元を奉行として、再び銅製大仏および大仏殿の再建が企図されるようになった。通説では、家康が秀頼に方広寺大仏・大仏殿の再建を勧め、それを豊臣方が受け入れて再建工事の運びとなったとされるが、それは豊臣家の財力を蕩尽させるための家康の謀略とされてきた。しかし歴史学者の河内将芳は、豊臣氏に大仏・大仏殿再建工事費を負担させたのは事実だが、「大仏再建は秀頼と徳川の共同事業で、徳川もかなりの労力を注いだ。幕府は大仏を豊臣一色とは認識せず、東大寺の代わりになるものとして重視したのではないか。」とし、豊臣と徳川の共同事業であったとしている。河内は『新大仏殿地鎮自記』に以下の記述があることをその証左としている。慶長15年（1610年）6月12日に義演を導師として大仏殿の地鎮祭が行われたが、この時のことを義演が著した書が『新大仏殿地鎮自記』である。その書では、工事の大檀那（発注者）について「前将軍昨年（慶長14年）当堂御再興を御下知す、造作料においては、右大臣豊臣朝臣秀頼御下行なり」とあり、先将軍の徳川家康が大仏殿再建の命令を発し、工事費は豊臣秀頼が負担することになっていた。また工事の棟梁については「番匠大和守（中井正清） 前将軍御大工なり、ことごとくみなこの大工がままなり」とあり、家康お抱えの大工中井正清が工事の全てを取り仕切ることになっていた。上記の記述より河内は、大仏再建にかかる費用は豊臣氏が負担するが、大仏・大仏殿再建工事そのものについては徳川氏が主導権を握ったとしている。
大仏の再建工事については史料に乏しく、いつ行われたか詳細は不明である。大仏殿再建工事については史料が多く残っており、それらによれば、大仏殿の立柱工事は慶長15年（1610年）8月22日から行われ、慶長17年（1612年）1月29日から大仏殿に屋根瓦を葺く作業が始まった。慶長17年（1612年）中に大仏殿はほぼ完成し、工事着工から2年足らずという異例の速さで大仏殿の再建が完了したことが分かる。
方広寺大仏・大仏殿の再建が完了したため、落慶供養の段取りを進めることになった。段取りは片桐且元が進め、武家間では京都所司代の板倉勝重や、徳川家康との協議がなされた。しかし落慶供養は武家側だけで決定できるものではなく、朝廷や公家・寺社勢力との協議も必要であった。方広寺は、上述のように正式な寺号を持たず、朝儀を経て創立された寺院ではなかったため（悪く言えば豊臣氏の私的な建造物であった）、正式な寺院となるよう、朝廷との協議がなされた。寺号については「東大寺」とするか、もしくは新たに定めるかなどが候補として挙がっていたが、方広寺の寺号を「東大寺」と定め、方広寺を東大寺の継承寺院とする案も検討されていた。
方広寺再建落慶供養の出席者について、各種史料の記述から、家康が落慶供養に出席するため、上洛する計画であったことが窺える。また『本光国師日記』には、「秀頼公供養に御上洛」については「いかようにも心次第と」と家康が仰せ出したとあり（慶長19年7月18日条）、秀頼と家康の双方が落慶供養に参加する可能性もあった。また落慶供養には武家だけでなく、各種供養を務める高僧（各門跡の法親王等）のほか、主だった公家も出席する計画であった。
慶長19年（1614年）には梵鐘が完成し、片桐且元は、銘文の筆者として南禅寺の文英清韓を選定し、清韓は以下のような鐘銘文を書いた。

### 方広寺鐘銘事件の発生
且元は駿府の家康へ大仏開眼供養の導師や日時の報告などを逐次行っているが、7月頃から様々な問題が発生した。7月7日には天海が8月の大仏殿供養の着座順に異議を唱えた。さらに7月17日には大仏殿再建工事に助力するため徳川氏が派遣した大工頭の中井正清の名が棟札に記されていないことについて、家康が問題であるとした。翌日には大仏開眼供養と大仏殿供養を別に行う案を提示した。7月26日、家康は鐘銘文が不快であるとして大仏殿供養の延期を命じた。この段階では銘文の問題は、東大寺の簡素な鐘銘を踏襲することを求めたのに対して、前例に反して長々と文言を連ねた上に金で文字を入れたことを難じている。棟札に関しては当初、且元が家康に報告した際には、檀家の名を入れる程度なので誰が書いても問題無しとしたが、写しを確認した際には、鐘銘と同じく色々と書いてあること及び、先述の中井正清の名がないことを非難した。この棟札は黒漆塗で3間余（約5.45m）あった。家康は銘文・棟札共に末代まで残るものであり、そしるものになれば将来天下持の法度に悪影響を及ぼすとした。
8月に家康は五山の僧や林羅山に、豊臣方の選定した梵鐘の銘文を解読させた。特に問題になったのは、鐘銘文のうち「国家安康」「君臣豊楽」の2句で、前者には家康の諱を「家」と「康」に分断して家康を呪詛しているのではないかとし、後者には豊臣を君主として楽しむという底意が隠されているのではないかとされた。羅山は銘文に家康呪詛の意図があると断じたとされるが、一方で五山の答申は概ね、諱を犯したことは手落ちとしたものの、呪詛意図までは認めず、相国寺のように「武家はともかく、五山では諱を避けない」との指摘を付記するものもあった。また、銘文を選定した清韓自身は、家康に対する祝意として意図的に諱を「かくし題」として織り込んだと弁明している。それに加えて、西国の戦国大名書札礼を継承した豊臣政権下では「実名」を書くことが尊敬の念を示すものとして扱われていた。なお、方広寺と同じく秀頼の寄進で、且元を奉行として造立された東寺金堂の棟札には、鐘銘に類似した「国家太平 臣民快楽」の文言の記載がなされた（方広寺の鐘銘文中の「家康」「豊臣」の文字は、偶然その文言が入ってしまった訳ではなく、前述のように意図的に入れられたことが分かる）。
江戸中期の宝暦2年（1752年）に編纂された史料である『摂戦実録』（大日本史料第十二編之十四）では、諮問された五山の僧の見解を、次のように伝えている。
- 林羅山の見解と清韓の弁明

なお、家康は徳川氏も工事に協力した方広寺大仏・大仏殿の再建が完成した暁には、大仏の開眼供養に出席するため上洛する予定であり、またこの際に後の禁中並公家諸法度・寺社法度を発布する計画で、そのための資料収集を命じていた。また、武家の法度への資料収集も命じていた（『駿府記』『本光国師日記』）。しかしながら鐘銘事件によりこの計画は修正を余儀なくされ、結果として大坂の陣による豊臣家滅亡後に発布された。

### 大坂の陣の開戦まで
慶長19年（1614年）8月、豊臣家は鐘銘問題の弁明のため、片桐且元を駿府へ派遣した。且元は大坂城の外交・財政を取り仕切る宿老であるとともに、慶長18年（1613年）に秀頼から一万石を加増された際に徳川家を憚りこれを辞退したが、家康の命により拝領するなど、江戸幕府からも知行を受ける存在であった。且元は金地院崇伝らと協議を行ったが、家康とは面会できなかった。しばらくして大野治長の母の大蔵卿局が駿府へ派遣されたが、家康は大蔵卿局とは面会して丁重に迎えている。9月6日、家康は豊臣方の徳川家に対しての不信が問題の要因であるとし、以心崇伝と本多正純を使者として、大蔵卿局と且元とを同席させた上で、双方の親和を示す方策を講じ江戸に赴いて申し開きするよう要求したという。同日、江戸在府の西国大名50人に対し、家康と秀忠に対して忠誠を誓い、敵対するものと交際しないようにという起請文がとられている。

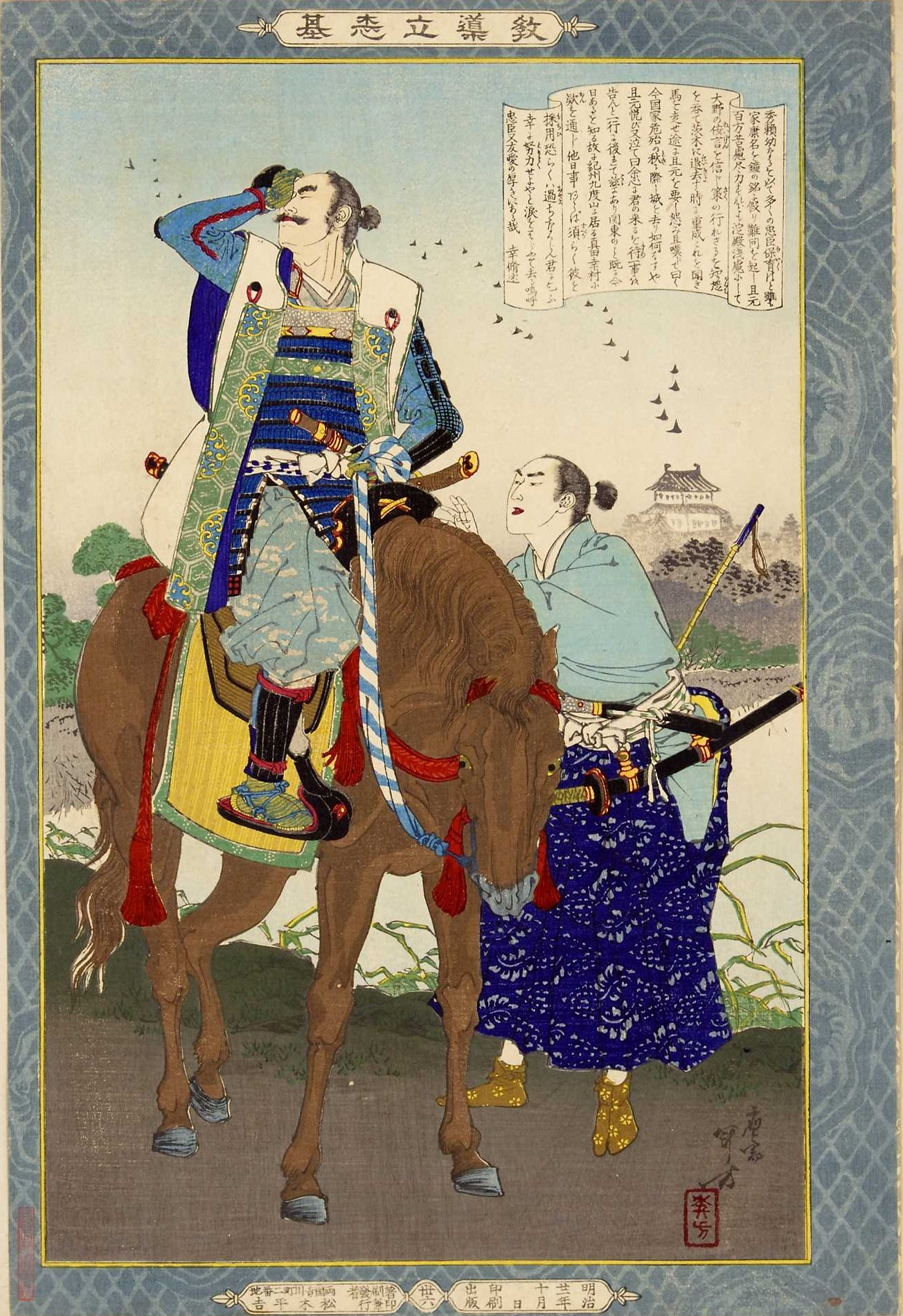
大坂城を去る片桐且元を描いた浮世絵。右は木村重成。水野年方筆、「教導立志基」より

9月18日に且元は大坂へ戻り、3案の一つを採用するように進言した。この3案は徳川方の残した当時の史料に記録がなく、徳川方が豊臣方の処分を検討したか不明なことから、曽根勇二 は「3案は且元の私案の可能性が高い」とした。
- 秀頼を江戸に参勤させる
- 淀殿を人質として江戸に置く
- 秀頼が国替えに応じ大坂城を退去する

この案は豊臣方にとって受け入れられるものではなく、且元は大野治房・渡辺糺・織田頼長・青木一重ら他の重臣からも家康との内通を疑われるようになった。9月23日、織田信雄から暗殺計画の存在を知らされた且元は、屋敷に籠もり防備を固めた。秀頼は両者の調停を行うとともに且元に武装解除を命じたが、織田長益など近隣の屋敷での武装が開始されていたため、且元は応じなかった。秀頼や木村重成からの調停があり、9月27日に秀頼は且元に寺に入って隠居するよう命じて執政の任を解き、28日に高野山に入るとして大坂城を出ることを決め、10月1日に且元は蔵の米や金などの勘定の引き継ぎを済ませ、300程の雑兵を率き連れ、貞隆と共に大坂城を退去した。
江戸・大坂方共に既に戦になることは明白であると受け止められるようになり、大坂城からは織田信雄・織田信則・石川貞政などの親族衆や重臣も退去していった。秀頼による且元殺害の企ての報を10月1日に受けた家康は、同日諸大名に出兵を命じた。豊臣方は且元退去は家康に敵対する意図ではないと弁明した書状を家康や諸大名に送ったが、家康はこれを長益や治長の策謀であるとして受け入れなかった。こうして大坂の陣の開戦の運びとなった。
駿府城を出発した家康は大坂に向かう途中で京都の二条城に入っているが、11月1日に五摂家の当主から挨拶を受けた際に現任の関白であった鷹司信尚だけは会見を拒絶されている。これは、信尚が方広寺大仏の開眼式に出席する意向を示していたことを家康が知ったからだと言われている。会見拒絶によって家康からの不信任を突きつけられる形となった信尚は大坂の陣終結後に関白辞任へと追い込まれている。
銘文を作成した清韓は、事件後南禅寺を追われ、戦にあたっては大坂城に篭もり、戦後に逃亡したが捕らえられ、駿府で拘禁されたまま元和7年（1621年）に没している。

## 方広寺鐘銘事件に対する評価
先述のように秀頼は戦乱で荒廃した多数の寺社に寄進を行い、伽藍・社殿の整備を図った（豊臣秀頼の寺社造立も参照）。これにより寺社勢力は宗勢を回復したが、鐘銘事件で豊臣氏が苦境に陥った時、寺社勢力で豊臣氏の弁護・助力に積極的にまわったものはなかった。歴史学者の村山修一は「（鐘銘文の作者）清韓は国家安康君臣豊楽と徳川豊臣の融和繁栄を裏に偶したつもりであったが、逆用曲解される始末になった。」「（鐘銘事件に類似した阿衡事件では）基経を諫止ないし批判した菅原道真のごとき人物が出たことは痛快というべく、これに対し鐘銘事件では誰一人正面から家康に反対意見を開陳した者はなく、作者清韓を支持したのはわずかに妙心寺の海山和尚ただ一人であった。」「鐘銘事件にみる（家康に加担・迎合した）僧侶の暗躍ないし幇間的行動は、古代中世にわたる日本仏教の権威に汚点を遺した。」としている。
以上のような鐘銘事件に対する僧侶の幕府への阿諛追従の批判や、この事件は豊臣家攻撃の口実とするため、家康が崇伝らと画策して問題化させたものであるとの説が一般に広く知られており、上記が通説とされてきた。
一方で宮本義己は「姓や諱そのものに政治的な価値を求め、賜姓や偏諱が盛んに行なわれた武家社会において、銘文の文言は、徳川に対して何らの底意をもたなかったとすれば余りにも無神経。むろん意図的に用いたとすれば政局をわきまえない無謀な作文であり、必ずしも揚げ足をとってのこじつけとは言えない。且元ら豊臣方の不注意をせめないわけにはいかない」とする見解を提唱した。当時の時代背景から考えて、豊臣方の手落ちでもあったとするこの学説は、以下に述べるように笠谷和比古や渡邊大門に影響を与えた。(ただし、前述のように実名を書くことは豊臣政権下では尊称とされてもいる）
同時代の五山僧の鐘銘への批評も、上記のように、いずれも家康の諱を割ったことについては、「良くないこと」「前代未聞」と回答し、批判的見解を示したものの、呪詛までは認めなかった。歴史学者の笠谷和比古と渡邊大門は、たとえ銘文を組んだ清韓や豊臣側に悪意はなかったとしても、当時の諱に関する常識から鑑みれば、このような銘文を断りなく組んで刻んだ行為は犯諱であることには違いなく、呪詛を疑われても仕方のない軽挙であり、祝意であっても家康本人の了解を得るべきものであったとしている。また、銘文に「君臣豊楽」と姓が用いられた豊臣と、「国家安康」と諱が用いられた家康の扱いの差についても、問題化の原因とする指摘もある。家康のこの件に対する追求は執拗であったが、両氏の説によれば、家康の強引なこじつけや捏造とは言い切れない側面があるとする。
通説では、崇伝が鐘銘事件へ深く関与したとされるが、当時の一次史料からはそれは窺えない。ただし、崇伝も取り調べには加わっており、東福寺住持は清韓の救援を崇伝へ依頼したが断られている。
歴史学者の河内将芳は、『本光国師日記』に以下のような通説とは逆の記述があることを指摘している。8月22日条に以心崇伝が板倉勝重に宛てた書状が掲載されているが、「市殿（片桐且元）不届きの儀はこれあるまじきとの上意」「文言以下の善悪、市存ぜられざることも、もっともとの御諚」「鐘をば銘をすりつぶしそうらえとの御内証」とあり、鐘銘文は重大な問題だが、片桐且元に責任はなく、梵鐘から問題の銘文をすりつぶせば良いとの家康の内意があったとしている。9月8日条には、同じく以心崇伝が板倉勝重に宛てた書状が掲載されているが、「おのおの談合そうらいて、江戸様（徳川秀忠）と秀頼公以来疎意なきように、江戸様へ御意を得られそうろうようにと仰せ出」「市殿も安堵」とあり、徳川秀忠と豊臣秀頼の両者が疎遠にならないよう、大坂で会見する案も存在していたとしている。